# Saint-Bertrand-de-Comminges
Saint-Bertrand-de-Comminges is een gemeente in het Franse departement Haute-Garonne (regio Occitanie). De plaats maakt deel uit van het arrondissement Saint-Gaudens. Saint-Bertrand-de-Comminges is lid van Les Plus Beaux Villages de France. De gemeente telde 233 inwoners op 1 januari 2022.

## Geschiedenis
Saint-Bertrand werd in de eerste decennia van de 13e eeuw een gemeente bestuurd door consuls.

## Geografie
De oppervlakte van Saint-Bertrand-de-Comminges bedroeg op 1 januari 2022 11,17 vierkante kilometer; de bevolkingsdichtheid was toen 20,9 inwoners per km².

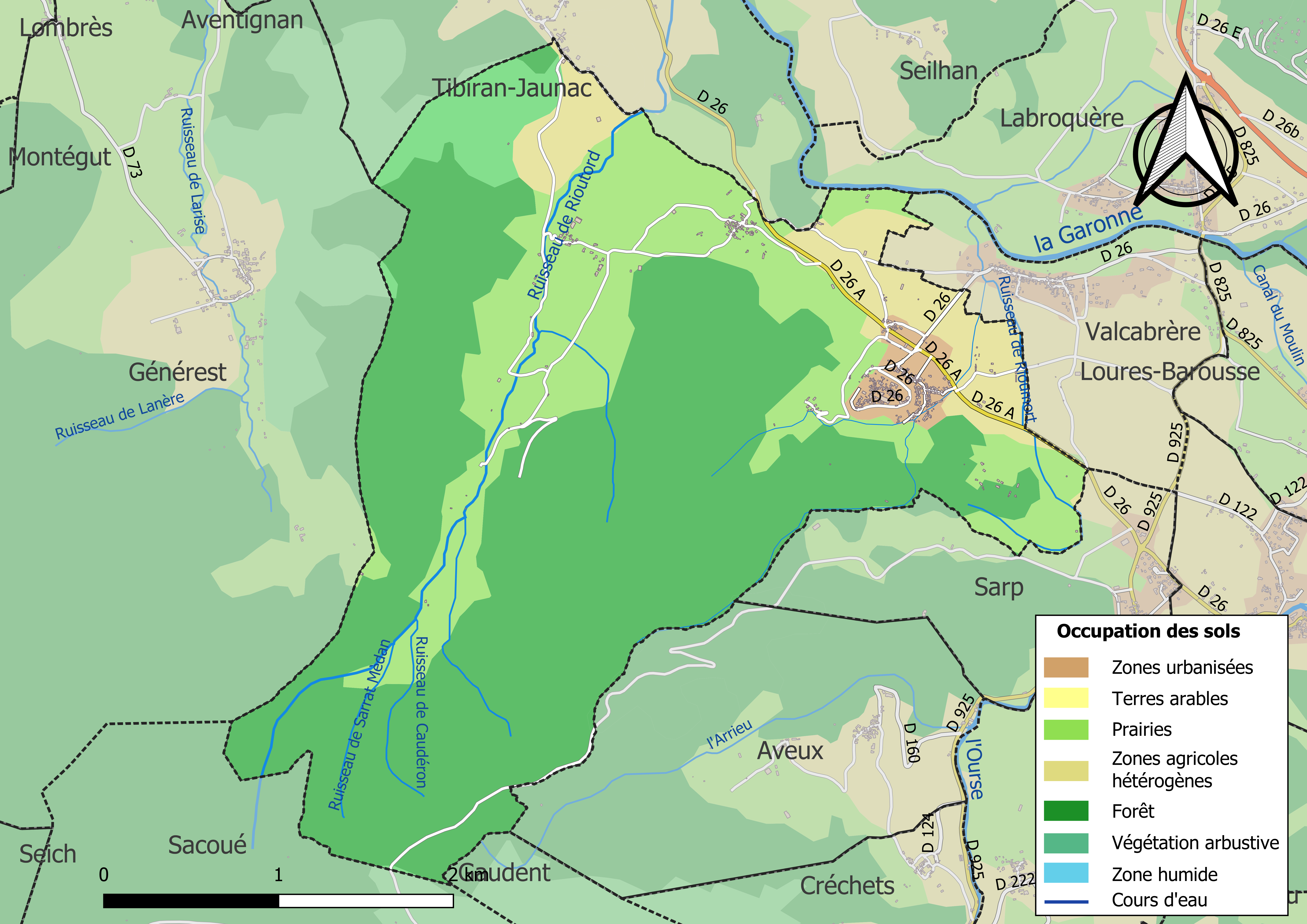
Kaart van de gemeente met belangrijkste infrastructuur, bodemgebruik en omliggende gemeenten

## Demografie
De figuur toont het verloop van het inwonertal (bron: INSEE-tellingen).